# Volčji Potok
Volčji Potok este o localitate din comuna Kamnik, Slovenia, cu o populație de 367 de locuitori.